# Justin Granger
Justin Granger (* 13. Oktober 1971) ist ein ehemaliger australischer Triathlet.

## Werdegang
Justin Granger startete vorwiegend bei Triathlon-Bewerben auf der Langdistanz.
Im November 2007 erzielte er beim Ironman Florida mit 8:38:23 h seine persönliche Bestzeit auf der Langdistanz (3,86 km Schwimmen, 180,2 km Radfahren und 42,195 km Laufen).
Seit 2012 tritt er nicht mehr international in Erscheinung.

### Privates
Er ist seit November 1999 verheiratet mit der ehemaligen Triathletin Belinda Granger (* 1970) und lebt in Bronte (Sydney).

## Sportliche Erfolge
| Datum/Jahr    | Rang | Wettbewerb                | Austragungsort | Zeit     | Bemerkung |
| ------------- | ---- | ------------------------- | -------------- | -------- | --------- |
| 2. Dez. 2012  | 8    | Ironman 70.3 Asia Pacific | Phuket         | 04:29:14 |           |
| 27. Nov. 2011 | 6    | Laguna Phuket Triathlon   | Phuket         | 02:48:04 |           |
| 6. Dez. 2009  | 10   | Laguna Phuket Triathlon   | Phuket         | 02:42:56 |           |

| Datum/Jahr    | Rang | Wettbewerb         | Austragungsort | Zeit     | Bemerkung |
| ------------- | ---- | ------------------ | -------------- | -------- | --- |
| 14. März 2010 | 7    | Ironman China      | Haikou         | 09:41:45 | |
| 27. Feb. 2010 | 4    | Ironman Malaysia   | Langkawi       | 09:01:08 | Justin Granger erreichte den vierten Rang – während seine Frau hier ihren dritten Sieg in Folge erreichen konnte. |
| 30. Aug. 2009 | 13   | Ironman Louisville | Louisville     | 09:16:33 | |
| 7. Sep. 2008  | 9    | Ironman Wisconsin  | Madison        | 09:06:59 | |
| 13. Juli 2008 | 16   | Challenge Roth     | Roth           | 08:43:40 | |
| 19. Jan. 2008 | 3    | Challenge Wanaka   | Wanaka         | 08:54:08 | hinter dem Sieger Marc Pschebizin                                                                                 |
| 3. Nov. 2007  | 8    | Ironman Florida    | Panama City    | 08:38:23 | persönliche Bestzeit auf der Langdistanz (3,86 km Schwimmen, 180,2 km Radfahren, 42,195 km Laufen)                |
| 2. Apr. 2006  | 7    | Ironman Australia  | Port Macquarie | 08:55:12 | |
| 23. Feb. 2003 | 6    | Ironman Malaysia   | Langkawi       | 09:19:53 | |
| 30. Aug. 2002 | 10   | Ironman Korea      | Seogwipo       | 09:21:56 | |
| 9. Apr. 2000  | 5    | Ironman Australia  | Forster        | 08:43:26 | |
| 2. Mai 1999   | 8    | Ironman Australia  | Forster        | 08:54:24 | |

(DNF – Did Not Finish)